# Велике герцогство Вюрцбурзьке
Велике герцогство Вюрцбурзьке (нім. Großherzogtum Würzburg) — недовговічна клієнтська держава Французької імперії з центром у Вюрцбурзі, що існувала менше десяти років на початку XIX століття. Перші два роки свого існування (1805-1806), до розпаду Священної Римської імперії називалось Вюрцбурзьке курфюрство (нім. Kurfürstentum Würzburg).

## Історія
Як наслідок Люневільського договору 1801 року, у 1803 році Вюрцбурзьке єпископство було секуляризовано та передано Баварському курфюрству. У тому ж році Фердинанд III, колишній великий герцог Тосканський, отримав від Австрії компенсацію за Зальцбурзьке курфюрство. За Пресбурзьким миром 26 грудня 1805 року, Фердинанд передав Зальцбург Австрійській імперії і натомість отримав як компенсацію територію Вюрцбурга, від якого в свою чергу відмовилась Баварія в обмін на Тіроль.
Держава Фердинанда недовгий час мала назву Вюрцбурзьке курфюрство (Kurfürstentum Würzburg), але після розпаду Священної Римської імперії 6 серпня 1806 року, курфюрство було підвищене до статусу Великого герцогства, яке 30 вересня 1806 року приєдналося до наполеонівського Рейнського союзу. У 1810 році було придбано Швайнфурт.
Після поразки Наполеона в битві під Лейпцигом, 26 жовтня 1813 року Фердинанд розірвав свій союз з Французькою імперією. За австро-баварським договором від 3 червня 1814 року Фердинанд втратив свої володіння у Вюрцбургу на користь Баварського королівства, а Велике герцогство Вюрцбурзьке було розпущено. Віденським конгресом Фердинанд був відновлений на посаді герцога у відтвореному Великому герцогстві Тосканському. Римсько-католицька Вюрцбурзька єпархія була відновлена в 1821 році без князівської влади.